# 梁毅鵬

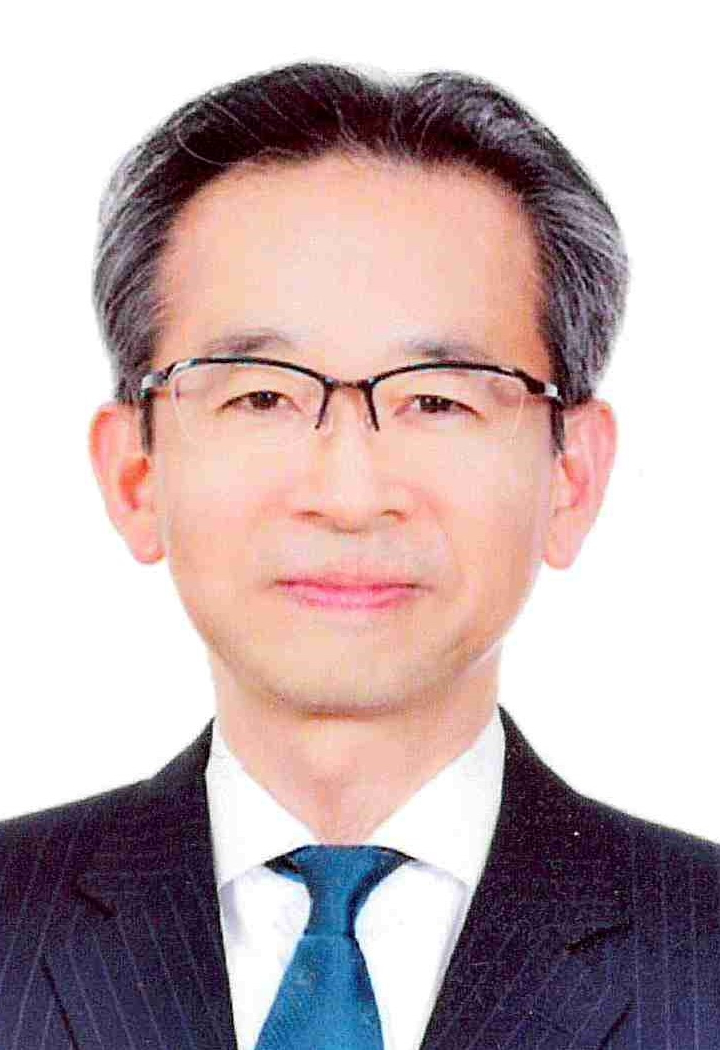
駐多倫多辦事處刊登肖像照

梁毅鵬，中華民國外交官、政府官員。已婚，育有二女。

## 學歷
- 輔仁大學大眾傳播學系學士
- 國立臺灣大學政治學研究所碩士
- 牛津大学外交官訓練計畫結業
- 哈佛大學甘迺迪政府學院臺灣領袖計畫結業

## 經歷
- 外交部新聞文化司科員[註 1]
- 駐洛杉磯臺北經濟文化辦事處領事
- 外交部北美司秘書回部辦事
- 外交部非洲司科長[註 1]
- 外交部常務次長室機要秘書
- 駐美國臺北經濟文化代表處參事
- 總統府國家安全會議借調參事
- 外交部北美司副司長
- 臺北駐日經濟文化代表處顧問
- 臺灣美國事務委員會參事、代理秘書長
- 駐多倫多臺北經濟文化辦事處總領事銜處長[註 2]

| 外交職務      | 外交職務                         | 外交職務 |
| ------------- | -------------------------------- | -------- |
| 前任： 陳錦玲 | 中華民國駐多倫多處長 2025年1月－ | 繼任： ' |